# Екологічна цензура
Екологічна цензура — офіційне обмеження або заборона публікації екологічних матеріалів у засобах масової інформації.

## Екологічна цензура в 1920-1950-х роках
Перші екологічні цензурні обмеження з'явилися в Радянській Україні, і в СРСР в цілому, на початку 1930-х років і стосувалися в основному критики «будов соціалізму» (екологічні збитки від ГЕС, будівництва великих заводів без очисних споруд тощо). Разом з тим ще з 1920-х років з бібліотек стали вилучатися видання, випущені до 1917 р., у тому числі і з природознавчої тематики. У 1930-х роках вся краєзнавча література, випущена до 1930 р. підлягала тотальному перегляду на предмет вилучення "політично шкідливих видань". Така ж чистка відбувалася і серед сільськогосподарської літератури, де також були статті і книги з екологічної тематики.
Нова хвиля гонінь на екологічну літературу почалася з кінця 1940-х років у зв'язку з гоніннями на генетику. У 1957 р. були засекречені відомості про кількість лісових пожеж, радіоактивне зараження повітря, ґрунту і води, про аварії у збройних силах СРСР, дитячу смертність, відомості про великі катастрофи в промисловості.

## Екологічна цензура в 1960-1980-х роках
У 1960-1970-х в СРСР екологічна заборона стосувалася дуже багатьох сфер охорони природи. У 1961 р. вийшла заборона на екологічну інформацію про видобуток китів в СРСР, а також крабів, лососів, тріски, оселедців. На початку 1960-х роках було прийнято рішення про заборону екологічної інформації щодо Байкалу, в 1972–1973 рр. була заборонена екологічна інформація про будівництво Байкало-Амурської магістралі (БАМ). У 1975 р. було заборонено давати інформацію про безгосподарний стан з виловом риби, в 1979 р. вийшло розпорядження, що забороняє екологічну інформацію про перерозподіл водних ресурсів СРСР. У 1981 р. вийшла заборона на відомості про забезпечення безпеки роботи атомних станцій. З 1986 р. заборонялася екологічна інформація про наслідки вибуху на Чорнобильській атомній станції (ЧАЕС). До кінця 1980-х — початку 1990-х років цензура, в тому числі екологічна, практично припинилася.

## Екологічна цензура в 1990-х-2010-х роках
Незважаючи на офіційне скасування екологічної цензури після 1991 р., вона як і колись існує в Україні та інших пострадянських країнах (Росії, Білорусі, республіках Середньої Азії.
У Росії положення особливо погіршився після приходу до влади В. Путіна, де обмеження на екологічну та інші види інформації, які не в найкращому світлі показують владу, існує на телебаченні. За даними соціологічних опитувань значна частина росіян підтримує введення цензури.
В Україні в 2012–2013 рр. заборона на проходження екологічних та інших матеріалів, що критикують владу, відзначалася на телевізійному каналі «Один плюс один», а також в деяких інших ЗМІ.

## Ресурси Інтернету
- Розвиток і трансформація екологічної теми в російській журналістиці  [Архівовано 5 грудня 2014 у Wayback Machine.]
- В США вводиться жорстка цензура дослідження клімату